# 大阪・泉南アスベスト国家賠償請求訴訟
大阪・泉南アスベスト国家賠償請求訴訟（おおさか・せんなんアスベストこっかばいしょうせいきゅうそしょう）とは、大阪府の泉南市と阪南市および岸和田市の一部のアスベスト（石綿）紡織工場で働いた元従業員やその家族、また工場周辺に居住していた住民が、じん肺や中皮腫などのアスベスト疾患を発症した責任が国にあるとして、損害賠償を求めて提訴した国家賠償請求訴訟である。最高裁判所は2014年10月9日、日本国内で初めてアスベスト被害に対する国の責任を認める判決を下した。
最高裁判決では国家賠償法の適用上、アスベストの被害について医学的な知見が確立した1958年から、旧特定化学物質等障害予防規則が施行された1971年までの間、国が規制権限を行使してアスベスト工場に局所排気装置の設置を義務付けなかったことが違法であると判断された。最高裁判決の翌2015年には塩崎恭久厚生労働大臣（当時）が原告らに謝罪し、大阪高等裁判所で原告団と国の和解が成立した。

## 歴史
泉南地域は日本の石綿紡織業の発祥の地であり、日本全国の石綿紡織工場の8割が泉南地区に集中していた。それゆえ泉南地区でのアスベスト健康被害もまた広範で甚大なものとなり、日本で始めてアスベスト健康被害が発見されたのも泉南地域であった。8年にわたり泉南地域で国家賠償請求訴訟が争われた背景には、泉南地域のこうした産業構造が背景にあった。最高裁判決の翌年の2015年4月19日には、泉州地域の石綿紡織発祥の地である泉南市信達牧野で「泉南石綿の碑」建立式が行われた。

### 泉南地域と石綿紡織業
1912年（明治45年）に栄屋誠貴が栄屋石綿紡織合資会社（のちの栄屋石綿紡織所株式会社）を北信達村牧野（現・泉南市信達牧野）に設立した。それを契機として、現在の泉南市と阪南市を中心にして泉州地域には石綿紡織工場が設立され、石綿（アスベスト）を原料とした糸や布が生産されてきた。戦前には軍需産業へ、戦後は造船・自動車・鉄鋼などの主要産業へ製品が供給された。「泉南地域の石綿被害と市民の会」の調査では約100の工場があったことが確認されている。
高度経済成長期には、石綿関連の事業所は零細工場を含めると200以上あったとも言われ「石綿村」と称された。
戦前から続いた泉州地域の石綿紡織産業に携わってきたのは、地元で生まれ育った者はもとより、在日コリアンや集団就職で地方から職を求めて来た者も多くあり、その出身地は様々であった。石綿工場を辞めて遠方の郷里に帰ってから石綿肺を発病し、原告団の中には九州から訴訟に参加している患者もあった。

### アスベスト野積み投棄事件
1987年、泉南市と阪南町（現在の阪南市）の境界を流れる男里川の上流の河川敷に、アスベスト原料や半製品が約150トン野積みにされていることを地元の市議会議員が発見した。野積みされていた場所の近くでは前年末まで石綿工場が操業していた。発見当時、その土地は大阪府が買い取っており、河川敷の改修工事にあたっている最中の出来事であった。このため現場近くを通学路としていた近隣の幼稚園と小学校が通学路を変更するなどの事態となった。泉佐野市のアスベスト除去業者の中には「処分に困った製造業者が（アスベストを）土中や川に捨てるのを数回目撃した」と証言するものもいた。その後の大阪府土木部の調査により、河川敷に廃棄されたアスベストの量は300トンに及ぶことが判明した。

### 潜在被害者の発覚と戦前の保険院調査
隣県の兵庫県尼崎市で2005年に発覚したクボタショックを契機として「泉南地域の石綿被害と市民の会」が立ち上げられ、健康相談会を開催したところ100名を超える相談者が来場した。その後の個別相談等を含めると、2009年7月末時点で相談者は350名を越えた。しかし、国家賠償請求訴訟に参加している被害者はその一部に過ぎない。
1937年から1940年にかけて、泉南地域の石綿被害は内務省保険院の調査によって確認されていた。その調査結果は『アスベスト工場に於ける石綿肺の発生状況に関する調査研究』としてまとめられていた。1,024人の石綿紡織工場労働者（一部に奈良県の労働者を含むが大部分が泉州地域）のうち、約12%の労働者に石綿肺の症状が確認され、20年以上勤務の労働者の罹患率は100%であった。この調査については国側の証人として裁判に参加した岡山労災病院副院長の岸本卓巳医師も、この報告の結論に沿って対策が取られていれば、多くの被害が防げていたと尋問の中で認めた。

### 大阪労働局の被害隠蔽
泉州地域の石綿紡織工場を監督していた岸和田労働基準監督署は、1984年に上部組織である大阪労働基準局に提出した文書で、石綿によるじん肺の死亡者を75人、要療養者を142人、有所見者は300人超と報告し「驚くべき疾病発生状況を示している」と見解を示していた。にもかかわらず、1986年に報道機関の取材で被害規模を聞かれた際に、大阪労働基準局は「件数はわからない」と返答していた。事前に旧労働省の担当課へ対応のあり方を確認していたことも明らかとなっており、その際に労働省の担当者は国会答弁でも石綿肺の労災認定基準を不明としていることをあげて「頑張って下さい」という隠蔽を後押しする激励をしていた。

## 国賠訴訟
泉南地域の石綿被害と市民の会と、大阪泉南地域のアスベスト国家賠償訴訟を勝たせる会が原告団の支援を行った。

### 裁判の経過
- 2006年5月24日 - 第1陣訴訟として、原告8名（被害者単位8名）が大阪地裁に提訴。その後の追加提訴を含め、第1陣原告は原告数31名（被害者単位26名）となる。
- 2009年9月 - 第2陣訴訟が提訴される。
- 2010年5月19日 - 第1陣訴訟において、大阪地裁がアスベスト健康被害の国家賠償請求訴訟としては初めて国の責任を認定する判決を下す。
- 2011年8月25日 - 第1陣訴訟において、大阪高裁は原告逆転敗訴の判決を下す。
- 2012年3月28日 - 第2陣訴訟において、大阪地裁は再び国の責任を認定する判決を下す。
- 2013年12月25日 - 第2陣訴訟において、大阪高裁も国の責任を認定する判決を下す。この判決時には原告58名（被害者単位33人）となる。
- 2014年6月16日 - 第1陣訴訟と第2陣訴訟は最高裁判所に係属[13][14][15][16]。
- 2014年7月17日 - 第1陣訴訟と第2陣訴訟において、最高裁は同日付の通知で原告側と被告側の上告を受理したことを明らかにする。最高裁の弁論は同年9月4日に開催され、同年秋には最高裁判決が下される見通しとした[17]。なお、近隣曝露や家族曝露といった非労働者の被害については上告を退けている。一方で、第2陣訴訟大阪高裁判決の国の責任範囲を損害の2分の1とした点、石綿工場への出入り業者も国賠法上の保護対象とした点について国の上告を排斥し、上告を退けている[18]。
- 2014年10月9日 - 最高裁が第1陣・第2陣訴訟について、国の責任を認定する判決を下す。翌2015年に原告団と国が和解。

### 判決内容の論点
第1陣地裁判決ならびに第2陣地裁判決も、石綿疾患の一つである石綿肺の医学的・疫学的知見が1959年にはほぼ集積されたとし、国が1960年のじん肺法制定時に、石綿工場で粉塵への曝露を防止・低減するための局所排気装置の設置を義務付けなかったのは違法とした。1955年に「けい肺及び外傷性せき髄障害に関する特別保護法」の制定を受け、1955年9月から1957年3月にかけて、対象事業所数1万2,981事業所、対象労働者数33万9,450人（うち炭鉱労働者数14万4,247人）に及ぶ国内外を通じて最大規模のけい肺健康診断が実施され、1959年にはその結果、有所見者数が約3万8,738人に上った。
また、1954年以降の泉南地域の石綿工場を対象とした検診が医学者によってなされるなどの経過を踏まえ、労働省の委託研究によって1956年から1959年にかけて石綿肺等のじん肺に関する調査「石綿肺の診断基準に関する研究」がなされた。1956年から1957年の研究において北海道、東京都、大阪府、奈良県において石綿疾患についての検診を実施し、戦前の保険院の調査と同様に石綿の粉塵に曝露した量によって疾病に罹患する確率が高まることが確認された。これにより、先述した戦前の保険院による調査で得られた疫学的な知見が全国的に普遍性のあるものとなった。これらの経過の中で労働省は1958年に「労働環境における職業病予防に関する技術指針」を発出し、石綿等を扱う作業時における粉塵濃度を抑制することを図った。そして、1960年にはじん肺法が成立する運びとなった。
第1陣及び第2陣地裁の判決はこれらの経過から、1959年までには医学的かつ疫学的な知見が集積しており、併せて石綿疾患の重篤性を考慮すると、国が労働者の健康や生命を守るため、1960年のじん肺法の成立までに局所排気装置の設置を基本とした石綿粉塵の抑制を使用者に義務付けず、1971年施行の旧特定化学物質等障害予防規則（以下、旧特化則）で定めるまで義務付けをしなかったのは違法であるとした。
さらに第1陣地裁判決においては、旧特化則は作業場内における半年に1回の定期的な石綿粉じんの測定と記録の保存を義務付けるものであったが、測定結果の報告を義務付けなかったことは労働安全行政への活用と現場の実効性を担保する意味において不十分であるとして違法とした。すなわち、1960年からの違法は1971年に終了するわけだが、その時点から新たな違法が発生したとの判断であった。なお、ここで指摘された1971年以降の違法については石綿の利用が終わるまで義務付けられなかったので、違法の終期がないものと解釈できる。
第2陣大阪高裁判決では、「石綿肺の診断基準に関する研究」の報告がなされた1958年3月31日頃には石綿肺に関する医学的知見が確立されたとした。さらに、対策の要とも言える局所排気装置の技術的基盤も1957年には確立していたとして、「労働環境における職業病予防に関する技術指針」の発出までに局所排気装置の設置を義務付けることは可能であったとした。したがって、国の違法は1958年から発生していたとした。また、1974年3月31日に日本産業衛生協会（現・日本産業衛生学会）が従来の許容濃度を大幅に見直す形で勧告値を出したことに照らして、遅くとも1974年9月30日までに同勧告値に見合った改正をすべきであったが、それが1988年9月1日までなされなかったことは違法であるとした。さらに、1972年9月30日に制定された「鉛中毒予防規則及び有機溶剤中毒予防規則」において当該業務に従事する労働者にはマスクなどの呼吸用保護具の使用を義務付けているにもかかわらず、石綿粉塵作業には同様の義務付けを行わず、1995年4月1日まで義務付けなかったのは違法とした。加えて、その補助手段として1972年の時点で特化則を改正して、使用者に石綿関連疾患に対応した特別安全教育の実施を義務付けるべきでありながら、1995年4月1日まで義務付けなかったのは違法とした。

### 国の控訴と上告
第1陣訴訟の大阪地裁判決が出された当時、政権を担っていたのは民主党であった。当時の厚生労働大臣であった長妻昭と環境大臣であった小沢鋭仁は、原告団が求めていた控訴断念の方針を支持していたが、最終的には国家戦略担当大臣であった仙谷由人に判断が一任されることとなり控訴に至った。第1陣訴訟の大阪高等裁判所の審理中、裁判所は和解協議の提案を持ちかけたが国は拒否した。国はその判断に関して、2011年2月22日に「大阪アスベスト訴訟控訴審における和解についての国の考えについて」を発表した。
第2陣訴訟の大阪地裁判決が出された際には、当時の野党であった自由民主党の佐田玄一郎を筆頭に、野党7党の連盟によって小宮山洋子厚生労働大臣に申し入れがなされたが、国は同様に控訴した。
2013年の大阪高裁判決時も、当時の野党9党と与党の各アスベスト対策チームの代表者が、厚生労働大臣（当時）に上告断念を求める要請を行った。

## 各界の反応

### 弁護士会会長声明
日本弁護士連合会では判決を受けて会長声明を発表している。
- 2012年4月4日「大阪・泉南アスベスト国家賠償請求第2陣訴訟大阪地方裁判所判決に関する会長声明」（会長：宇都宮健児）[26]
- 2013年12月25日「大阪・泉南アスベスト国家賠償請求第２陣訴訟大阪高等裁判所判決に関する会長声明」（会長：山岸憲司）[27]

### 泉南市・阪南市の首長の対応
- 2013年10月22日、向井道彦泉南市長および福山敏博阪南市長は、佐藤茂樹厚生労働副大臣に対し、裁判の早期解決を求める陳情を行った[28]。
- 2014年7月22日、原告団から陳情を受けた福山敏博阪南市長は「10月20日に国に患者支援の要望を伝えに行く。言うべきことは言ってきたい」との姿勢を示した[29]。翌日には竹中勇人泉南市長も原告団からの陳情に応じている[30]。

### 早期解決を求める議会決議と国会議員の賛同
2014年には泉南市や阪南市を中心に、大阪府内の自治体では早期の解決を求めて意見書が提出されている。
- 2014年3月24日、大阪府議会が「アスベストによる健康被害の早期救済と対策の強化を求める意見書」を可決[31]
- 2014年3月26日、泉南市議会が「大阪・泉南アスベスト国家賠償請求訴訟の早期解決前面解決を求める意見書」を可決[32]
- 2014年3月26日、阪南市議会が「大阪・泉南アスベスト国家賠償請求訴訟の早期解決前面解決を求める意見書」を可決[33]
- 2014年3月26日、高槻市議会が「大阪・泉南アスベスト国家賠償請求訴訟の早期解決前面解決を求める意見書」を可決[34]
- 2014年3月28日、摂津市議会が「大阪・泉南アスベスト国家賠償請求訴訟の早期解決前面解決を求める意見書」を可決[35]
- 2014年5月2日、大阪市会が「大阪・泉南アスベスト国家賠償請求訴訟の早期解決と対策強化を求める意見書」を可決[36]

2014年3月4日時点で、超党派の121名の国会議員から早期解決を求める賛同がなされている。

## 判例タイムズ事件
第1陣訴訟大阪高裁判決後に、法務省の職員が2012年1月15日発行の『判例タイムズ』に「規制権限の不行使をめぐる国家賠償法上の諸問題について－その2」という論文を発表した。その論文中で泉南アスベスト訴訟の判決に触れ「規制権限の不行使の問題は、被害回復の側面で国の後見的役割を重視して被害者救済の視点に力点を置くと、事前規制型社会への回帰と大きな政府を求める方向性につながりやすい。それが現時点における国民意識や財政事情から妥当なのか否かといった、大きな問題が背景にあることも留意する必要がある」と、あたかも政府機関の職員が新自由主義を煽るような見解を述べ、司法界でも話題となった。参議院議員の川田龍平も質問主意書の中で、これが一職員の見解であるのか、日本国政府の見解であるのかを明らかにすることを求めた質問を出した。

## 本訴訟を題材とした作品
- 毎日放送『映像’10』「泉南アスベスト禍～警告から70年・“石綿村”からの問い」2010年2月22日、0時50分 - 1時50分
- フジテレビ『ザ・ノンフィクション』「おじいちゃんの遺言～あんたとボクの人生最後の3ヶ月～」2013年7月28日、14時00分 - 14時55分
- 疾走プロダクション（撮影：原一男）『命て なんぼなん？～泉南アスベスト禍を闘う』2012年
- 原一男監督 映画『ニッポン国 VS 泉南石綿村』、2018年[42]